# Colin McDonald (jugador de cricket)
Colin Campbell McDonald (Glen Iris, Australia, 17 de noviembre de 1928-Melbourne, 11 de enero de 2021) fue un jugador de críquet australiano. Jugó en 47 partidos de prueba de 1952 a 1961 y 192 partidos de primera clase entre 1947 y 1963.

## Trayectoria
Fue un bateador de apertura. Realizó su debut en enero de 1952 durante la Quinta Prueba contra la Selección de críquet de Indias Occidentales en Sídney junto a sus compañeros debutantes George Thoms, también bateador de apertura y Richie Benaud. Excepcionalmente, Thoms y McDonald también abrieron el bateo para el mismo equipo estatal, Victoria, y el mismo equipo del club, de la Universidad de Melbourne. Después Thoms se retiró del críquet para concentrarse en su carrera médica como ginecólogo y McDonald formó una exitosa sociedad de apertura con Jim Burke. McDonald jugó en dos temporadas para el Melbourne Cricket Club.
Fue el máximo anotador (32 y 89) en ambas entradas de la prueba de 1956 del partido de los Lakers en Old Trafford, en el que Jim Laker tomó 19 terrenos. Su carrera alcanzó su cenit en la serie Ashes contra Inglaterra en 1958/9. Esto fue ilustrado por él anotando la mayor cantidad de carreras de cualquier jugador en la prueba de críquet en el año calendario de 1959. Alcanzó su puntuación más alta en la prueba, 170, en la cuarta prueba contra Inglaterra en Adelaida, aunque estuvo retirado y lesionado durante gran parte del segundo día y un segundo siglo en la quinta prueba en su campo de origen en Melbourne. De igual manera fue capitán del Victoria en 1958/9 y 1960/1. Se retiró de la prueba de críquet en 1961, durante la gira por Inglaterra, como resultado de una lesión en la muñeca.
Asistió a Scotch College y la Universidad de Melbourne, fue maestro de escuela durante un breve período. Después de trabajar como corredor de seguros, fue director ejecutivo de Tennis en Australia, donde tuvo un papel fundamental en la construcción del Centro Nacional de Tenis, ahora conocido como Rod Laver Arena. Fue comentarista de críquet de ABC en las décadas de 1960 y 1970.
Su hermano mayor Ian McDonald y el primo de su madre, Keith Rigg, también jugaron para Australia.
En 2009 McDonald publicó un libro en su memoria titulado CC, The Colin McDonald Story: Cricket, Tennis, Life con un prólogo de Richie Benaud.

### Fallecimiento
Falleció el 11 de enero de 2021, a los 92 años.